# Casa de Manuel Díez Quijada Alcalde
La antigua Casa de Manuel Diez Quijada Alcalde está situada en la Calle del Campillo n.º 1 en Cigales, municipio de la provincia de Valladolid, Comunidad Autónoma de Castilla y León, España. 
El edificio perteneció a la familia del obispo Alcalde. Está construido en piedra y ladrillo y consta de dos cuerpos. En el de abajo se abre en un lateral la puerta principal de acceso a la casa en arco de medio punto con moldura de toro y grandes dovelas. En el resto del muro se abren tres huecos enrejados para ventana. Por encima de la puerta hay un balcón de mediano tamaño coronado por el emblema de nobleza que mandaron esculpir Josefa Requejo y Manuel Díez Quijada Alcalde en 1897 cuando adquirieron el inmueble.
En el muro hay otros dos balcones. Se remata el edificio con un alero de madera. Desde 1969 y durante años fue la sede de Caja España-Duero. En el año 2014 es Sala de Cultura.

## Heráldica

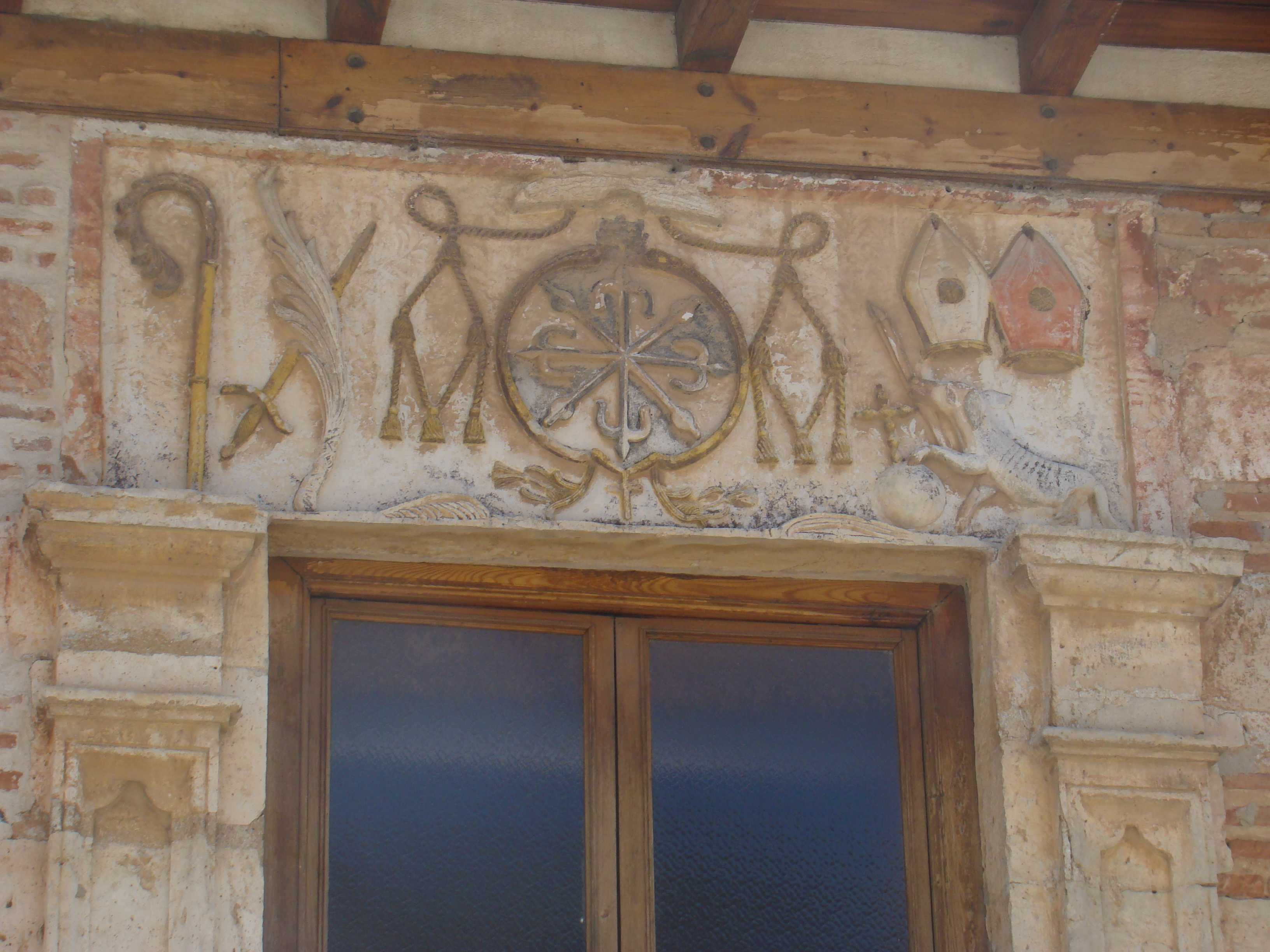
Emblema del obispo

El emblema situado sobre la puerta ostenta los símbolos de una dignidad eclesiástica correspondiente a un obispo. En este caso se refiere a Antonio Alcalde que nació en Cigales el 15 de marzo de 1701 y cuya casa de nacimiento se conserva. Fue fraile dominico, prior en varios conventos y llegó a ser obispo de Yucatán y Guadalajara en México. Murió en 1792.
En el centro tiene una cruz flordelisada con cuatro lanzas que pertenece a la Orden de Santo Domingo. Está rodeada por un cordón del que cuelga una cruz y dos cordoncillos y como timbre tiene un capelo. Del capelo cuelgan a derecha e izquierda unos cordones que terminan en tres borlas cada uno, formando un total de seis borlas (seis en un lado, seis en otro pero no se suman), lo que corresponde en los escudos a la categoría de obispo. A su derecha se ve el báculo, una espada y una palma que simboliza el triunfo del alma sobre la muerte y a su izquierda dos mitras episcopales correspondientes a los dos obispados (Yucatán y Guadalajara) y un perro que lleva un cirio y apoya sus patas en la bola del mundo donde se apoya una cruz; todo alusivo también a la Orden de Santo Domingo.